# Shenzhen Airlines
Shenzhen Airlines Co., Ltd (Cinese: 深圳航空) è una compagnia aerea cinese con sede presso l'aeroporto Internazionale di Shenzhen-Bao'an, nella provincia di Guangdong, nella Repubblica popolare Cinese.
Con una flotta di quasi 200 aeromobili di corto e medio raggio (un mix di A320 e vari tipi di 737), Shenzhen Airlines è la quarta più grande compagnia aerea nazionale della Cina (dopo China Southern Airlines, China Eastern e Air China).

## Storia
Nel 2004, Shenzhen Airlines ha creato la compagnia aerea cargo Jade Cargo International come joint venture con Lufthansa Cargo. Shenzen possedeva il 51% delle azioni di Jade Cargo, Lufthansa il 25% e il fondo di investimento tedesco DEG il 24%.
Nel 2005, quando la Guangdong Development Bank mise in vendita la sua partecipazione del 65% in Shenzen Airlines, ebbe luogo una guerra di offerte tra Air China e Li Zeyuan, un ex soldato. Dopo 93 rilanci, Li Zeyuan, tramite la sua holding Huirun, si aggiudicò la quota per 398 milioni di dollari.
Nel 2006, Shenhzen Airlines ha collaborato con Mesa Air Group nella creazione di una compagnia aerea regionale per servire le città di Shenzhen, Pechino, Chongqing, Xiamen, Nanjing, Kunming, Dalian, Shenyang, Xi'an, Zhengzhou e Nanning. È stata la prima volta in cui un gruppo aereo americano era proprietario di una quota di una compagnia aerea cinese. La nuova compagnia è stata battezzata Kunpeng Airlines, poi Henan Airlines nel 2010 a seguito di un incidente aereo che ne ha offuscato la reputazione.
Nel 2008, a seguito del terremoto nel Sichuan, Shenzen Airlines ha inviato materiale di primo soccorso, denaro e mezzi di trasporto per i feriti.
Nel dicembre 2009, Li Zeyuan è stato arrestato con l'accusa di “crimini economici” e temporaneamente sostituito dal vicepresidente di Air China, Fan Cheng.
Nell'aprile 2010, con 112 milioni di euro, Air China ha preso il controllo di Shenzhen Airlines e della sua flotta di 89 aerei, portando la sua quota al 51% del capitale.
Nel settembre 2010, a seguito di un'indagine sull'incidente aereo mortale di Henan Airlines, i tribunali hanno scoperto che quasi 100 piloti della Shenzen Airlines avevano falsificato i loro CV.
Nel novembre 2012, Shenzhen Airlines è entrata a far parte dell'alleanza Star Alliance. La compagnia aveva allora 116 aerei e serviva 135 destinazioni.
Dopo aver perso 53 milioni di dollari nel 2011, e di fronte a un'attività troppo scarsa, la sussidiaria cargo Jade Cargo International ha chiuso i battenti nel 2012.

## Destinazioni
Al 2022, Shenzhen Airlines opera voli di linea verso Giappone, Indonesia, Corea del Sud e Thailandia, oltre a voli verso le destinazioni domestiche.

### Accordi commerciali
Al 2022 Shenzhen Airlines ha accordi di code-share con le seguenti compagnie:
- Air China
- Air Macau
- All Nippon Airways
- Asiana Airlines
- Cathay Pacific
- EVA Air
- Kunming Airlines
- Shandong Airlines
- Sichuan Airlines
- Singapore Airlines
- Tibet Airlines
- Turkish Airlines
- Uni Air

### Alleanze
Nel novembre 2012 Shenzhen Airlines è entrata a far parte di Star Alliance.

## Flotta

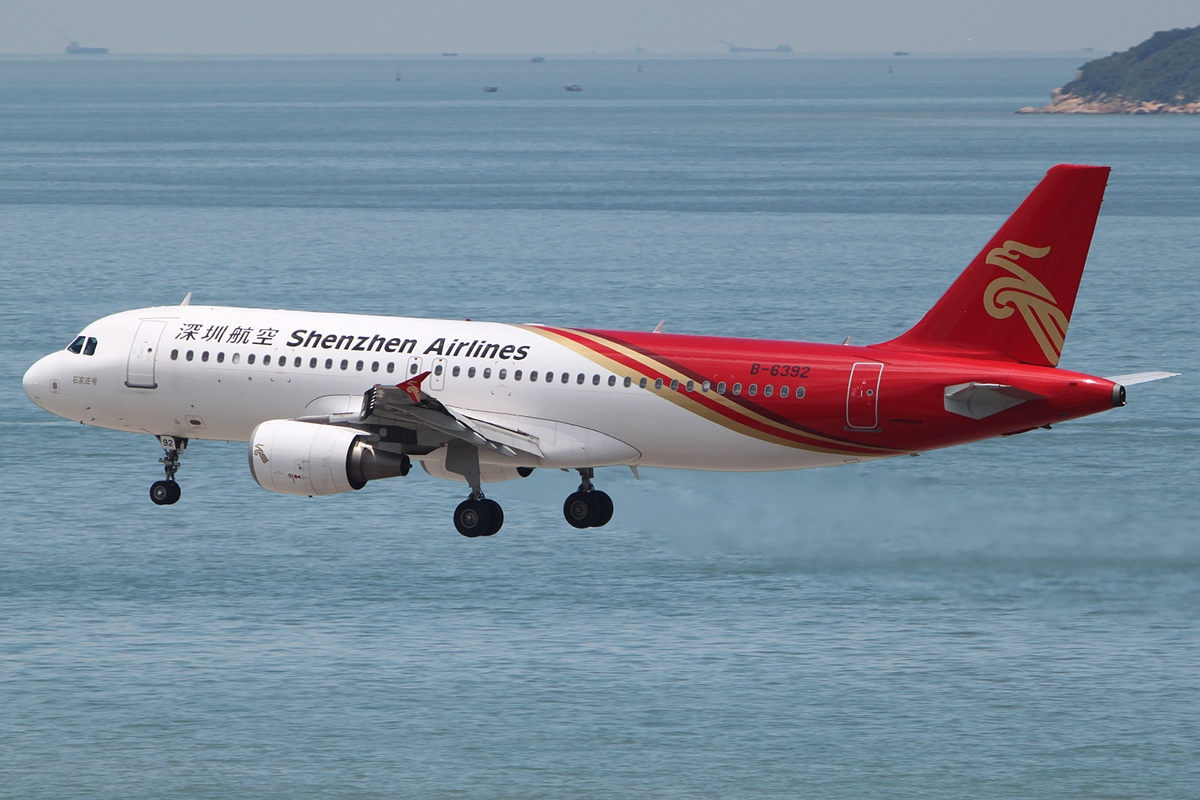
Un Airbus A320-200.

### Flotta attuale

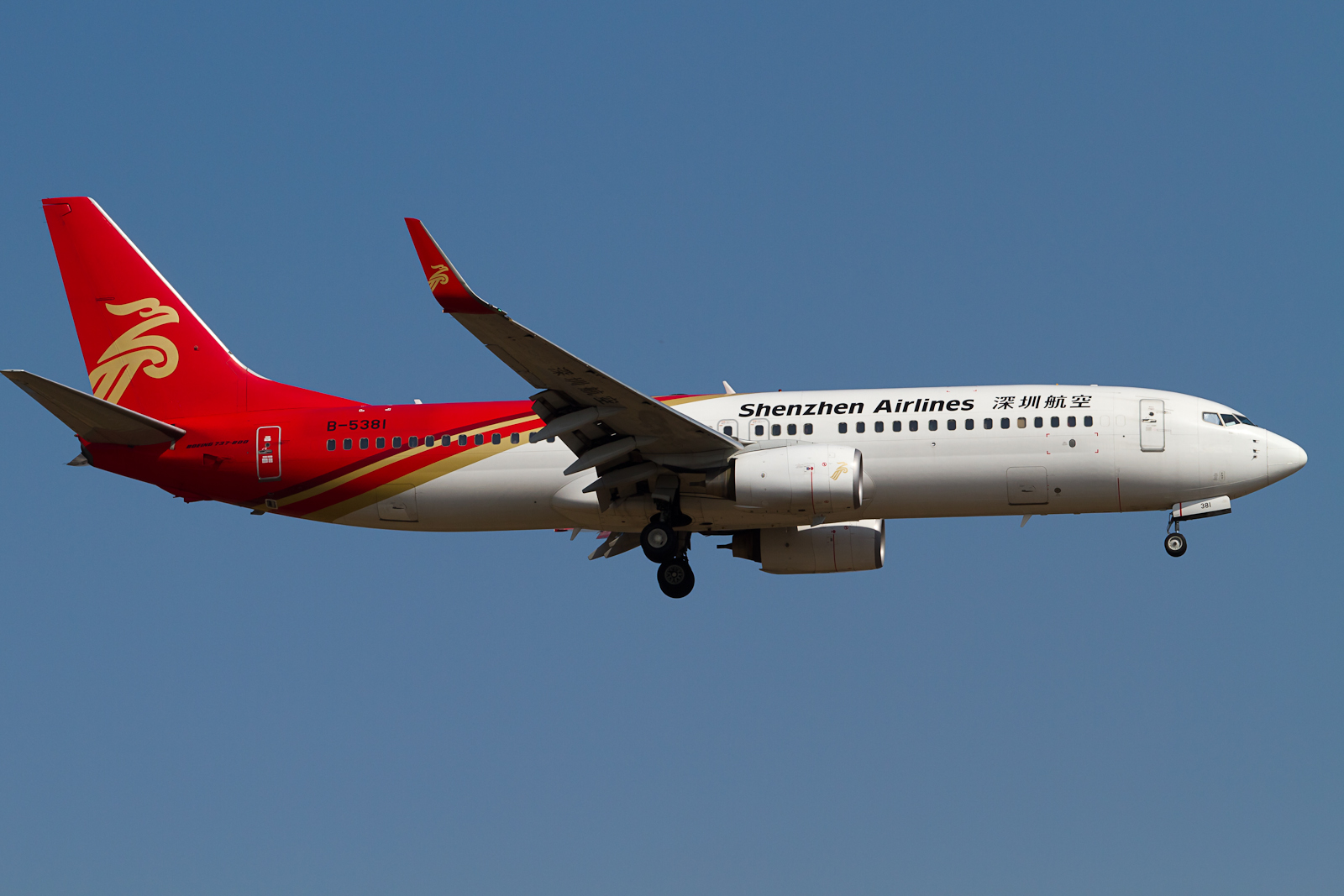
Un Boeing 737-800.

A gennaio 2024 la flotta di Shenzhen Airlines è così composta:

### Flotta storica
Shenzhen Airlines operava in precedenza con i seguenti aeromobili: